# Shota Ogawa
Shota Ogawa (jap. 小川翔太 Ogawa Shota; ur. 29 listopada 1998) – japoński zapaśnik walczący w stylu klasycznym. Brązowy medalista mistrzostw świata w 2019. Pierwszy na MŚ U-23 w 2019 roku.